# Carpin
Carpin település Németországban, Mecklenburg-Elő-Pomeránia tartományban. Lakosainak száma 812 fő (2023. december 31.).

## Népesség
A település népességének változása:
| Lakosok száma | 869  | 874  | 850  | 836  | 812  |
|               | 2017 | 2019 | 2021 | 2022 | 2023 |